# BMW E53
BMW E53 var en firehjulstrukket personbil med todelt bagklap bygget af BMW. E53 var den første generation af X5-serien og forgængeren for E70.
Bilen blev introduceret i USA i efteråret 1999 og var BMWs første begrænset terrænegnede model. Produktionen fandt ligeledes sted i USA.
Modellen gjaldt som SUV (Sports Utility Vehicle), mens fabrikanten selv hverken betegnede bilen som "SUV" eller "offroader", men derimod som SAV (Sports Activity Vehicle) − en klasse der var opfundet specielt til X5. En i efteråret 2003 introduceret, mindre SAV er BMW X3 og fra efteråret 2009 også BMW X1.

## Karakteristika
BMW X5 var 15 centimeter kortere end BMW E39 Touring, men også bredere. Den manglende fordelergearkasse  og det mere til vejkørsel tilegnede motor- og gearkassekoncept samt det selvbærende karrosseri gjorde både X5 og X3 uegnet til hård terrænkørsel. Derfor gjaldt bilen som sportsvogn i SUV-klassen.
Efter at modellen allerede i slutningen af 1999 var kommet ud til forhandlerne i USA, kom den til Europa i maj 2000.
- Bagfra

### Facelift
I september 2003, næsten samtidig med introduktionen af den i Østrig byggede X3, fik X5 et facelift. Den faceliftede E53 kunne kendes på de modificerede for- og tågeforlygter, den nye kølergrill samt ændret motorhjelm og baglygter.
- BMW X5 (2003–2006)
- Todelt bagklap og L-formede baglygter

## Sikkerhed
Modellen blev i 2003 kollisionstestet af Euro NCAP med et resultat på fire stjerner ud af fem mulige.

## Motorvarianter
Ved introduktionen fandtes X5 kun med to motorvarianter:
- Rækkesekscylinder, benzinmotor, 3,0 liter slagvolume, 170 kW (231 hk) (modelbetegnelse 3.0i)
- V8-motor, benzinmotor, 4,4 liter slagvolume, 210 kW (286 hk) (modelbetegnelse 4.4i)

Frem til starten af 2002 blev motorprogrammet udvidet med yderligere to motorer:
- Rækkesekscylinder, dieselmotor med turbolader og commonrail-indsprøjtning, 2,9 liter slagvolume, 135 kW (184 hk) (modelbetegnelse 3.0d)
- V8-motor, benzinmotor, 4,6 liter slagvolume, 255 kW (347 hk) (modelbetegnelse 4.6is, motor fra Alpina)

I oktober 2003 introduceredes i rammerne af et facelift den nye 4,4-liters N62 V8-motor med Valvetronic, som afløste den gamle M62-motor med 210 kW (286 hk) i 4.4i. Derudover blev M57-dieselmotoren i 3.0d teknisk modificeret med commonrail-indsprøjtning af anden generation, hvorved effekten steg til 160 kW (218 hk). Ligeledes indførtes det forbedrede firehjulstræk xDrive.
I april 2004 fulgte med X5 4.8is en ny topmodel, som afløste 4.6is. 4.8is var ligeledes udstyret med den nye N62 V8-motor, dog med lidt større slagvolume (4799 i stedet for 4619 cm³). 5- og 7-serien fik denne motor i 2005.

### Tekniske specifikationer
| Model         | Cylindre | Ventiler | Slagvolume cm³ | Max. effekt kW (hk) / omdr. | Max. drejningsmoment Nm / omdr. | Motortype | 0-100 km/t sek. | Topfart km/t | Byggeår          |
| ------------- | -------- | -------- | -------------- | --------------------------- | ------------------------------- | --------- | --------------- | ------------ | ---------------- |
| Benzinmotorer |          |          |                |                             |                                 |           |                 |              |                  |
| 3.0i          | R6       | 24       | 2979           | 170 (231) / 5900            | 300 / 3500                      | M54B30    | 8,5             | 202          | 5/2000 − 9/2006  |
| 4.4i          | V8       | 32       | 4398           | 210 (286) / 5400            | 440 / 3600                      | M62B44TÜ1 | 7,5             | 206          | 5/2000 − 9/2003  |
| 4.4i          | V8       | 32       | 4398           | 235 (320) / 6100            | 440 / 3700                      | N62B44    | 7,0             | 210          | 10/2003 − 9/2006 |
| 4.6is         | V8       | 32       | 4619           | 255 (347) / 5700            | 480 / 3700                      | M62B46    | 6,5             | 240          | 2/2002 − 7/2003  |
| 4.8is         | V8       | 32       | 4799           | 265 (360) / 6200            | 500 / 3500                      | N62B48    | 6,1             | 246          | 4/2004 − 9/2006  |
| Dieselmotorer |          |          |                |                             |                                 |           |                 |              |                  |
| 3.0d          | R6       | 24       | 2926           | 135 (184) / 4000            | 410 / 2000 − 3000               | M57D30    | 10,1            | 200          | 4/2001 − 9/2003  |
| 3.0d          | R6       | 24       | 2993           | 160 (218) / 4000            | 500 / 2000 − 2750               | M57D30TÜ1 | 8,3             | 210          | 10/2003 − 9/2006 |

1 TÜ = Technisch Überarbeitet (dansk: teknisk modificeret)
Produktionen af E53 indstilledes i september 2006. I slutningen af samme år introduceredes efterfølgeren E70 i USA, og den kom til Europa i marts 2007.

## Øvrigt
- BMW X5 kunne fra fabrikken leveres som armeret bil af klasse B4 under navnet BMW X5 security.
- På Geneve Motor Show 2000 viste BMW en prototype med navnet X5 Le Mans. X5 Le Mans var udstyret med V12-motoren fra BMW V12 LMR. Da motoren ikke var udstyret med luftmængdebegrænser, ydede den næsten 515 kW (700 hk) og havde et maksimalt drejningsmoment på 720 Nm ved 5000 omdr./min. Dette gav bilen en accelerationstid fra 0 til 100 km/t på 4,7 sekunder og en topfart på over 300 km/t.